# Avril Doyle
Pour les articles homonymes, voir Doyle.
Avril Doyle, née Belton le 18 avril 1949 à Dublin, est une femme politique irlandaise.
Membre du Fine Gael, elle est membre du Dáil Éireann de 1982 à 1989 et de 1992 à 1997, membre du Seanad Éireann de 1989 à 1992 et de 1997 à 2002 et députée européenne de 1999 à 2009. 